# Ategumia adipalis
Ategumia adipalis là một loài bướm đêm thuộc họ Crambidae. Nó được tìm thấy ở Ấn Độ tới Úc và ở Nhật Bản, Sri Lanka, Việt Nam và Trung Quốc. Nó được du nhập vào Hawaii năm 1965.
Sải cánh dài khoảng 21 mm.
Ấu trùng ăn Melastoma candidum và Melastoma malabathricum. Chúng cuộn lá làm tổ.